# Only Love (Nana Mouskouri)
'Only Love' is een nummer van Nana Mouskouri uit 1985. Het werd gebruikt als titelmuziek voor de miniserie Mistral's Daughter, die was gebaseerd op de gelijknamige roman van Judith Krantz. 

## Achtergrond
'Only Love' is gecomponeerd door Vladimir Cosma en de tekst werd geschreven door Norman Gimbel. De plaat werd ook in vertaalde versies – alle gezongen door Mouskouri – een hit: het Franse 'L'Amour en Héritage', het Italiaanse 'Come un'eredità', het Spaanse 'La dicha del amor' en het Duitse 'Aber die Liebe bleibt' (na de eerdere Duitse versie 'Der wilde Wein'). Sissel Kyrkjebø bracht in 1986 de Noorse versie 'Kjærlighet'.
De plaat was een wereldwijd succes. In onder meer Duitsland, Zweden, het Verenigd Koninkrijk en het Nederlandse taalgebied werd een top 10-notering behaald. In Nederland werd de plaat veel gedraaid op Hilversum 3 en Radio 3 en werd een grote hit in de destijds drie hitlijsten op de nationale popzender. De plaat bereikte de nummer 1-positie in zowel de Nederlandse Top 40, Nationale Hitparade als de TROS Top 50. In de Europese hitlijst op Radio 3, de TROS Europarade, werd de elfde positie bereikt. In België bereikte de plaat de nummer 1-positie in zowel de Vlaamse Ultratop 50 als de Vlaamse Radio 2 Top 30.

## Hitnoteringen

### Nederlandse Top 40
| Hitnotering: 12-10-1985 t/m 21-12-1985 | Hitnotering: 12-10-1985 t/m 21-12-1985 | Hitnotering: 12-10-1985 t/m 21-12-1985 | Hitnotering: 12-10-1985 t/m 21-12-1985 | Hitnotering: 12-10-1985 t/m 21-12-1985 | Hitnotering: 12-10-1985 t/m 21-12-1985 | Hitnotering: 12-10-1985 t/m 21-12-1985 | Hitnotering: 12-10-1985 t/m 21-12-1985 | Hitnotering: 12-10-1985 t/m 21-12-1985 | Hitnotering: 12-10-1985 t/m 21-12-1985 | Hitnotering: 12-10-1985 t/m 21-12-1985 | Hitnotering: 12-10-1985 t/m 21-12-1985 | Hitnotering: 12-10-1985 t/m 21-12-1985 |
| Week                                   | 1                                      | 2                                      | 3                                      | 4                                      | 5                                      | 6                                      | 7                                      | 8                                      | 9                                      | 10                                     | 11                                     |                                        |
| -------------------------------------- | -------------------------------------- | -------------------------------------- | -------------------------------------- | -------------------------------------- | -------------------------------------- | -------------------------------------- | -------------------------------------- | -------------------------------------- | -------------------------------------- | -------------------------------------- | -------------------------------------- | -------------------------------------- |
| Positie                                | 22                                     | 13                                     | 5                                      | 1                                      | 1                                      | 2                                      | 6                                      | 10                                     | 16                                     | 22                                     | 28                                     | uit                                    |

### Nationale Hitparade
| Hitnotering: 12-10-1985 t/m 04-01-1986 | Hitnotering: 12-10-1985 t/m 04-01-1986 | Hitnotering: 12-10-1985 t/m 04-01-1986 | Hitnotering: 12-10-1985 t/m 04-01-1986 | Hitnotering: 12-10-1985 t/m 04-01-1986 | Hitnotering: 12-10-1985 t/m 04-01-1986 | Hitnotering: 12-10-1985 t/m 04-01-1986 | Hitnotering: 12-10-1985 t/m 04-01-1986 | Hitnotering: 12-10-1985 t/m 04-01-1986 | Hitnotering: 12-10-1985 t/m 04-01-1986 | Hitnotering: 12-10-1985 t/m 04-01-1986 | Hitnotering: 12-10-1985 t/m 04-01-1986 | Hitnotering: 12-10-1985 t/m 04-01-1986 | Hitnotering: 12-10-1985 t/m 04-01-1986 | Hitnotering: 12-10-1985 t/m 04-01-1986 |
| Week                                   | 1                                      | 2                                      | 3                                      | 4                                      | 5                                      | 6                                      | 7                                      | 8                                      | 9                                      | 10                                     | 11                                     | 12                                     | 13                                     |                                        |
| -------------------------------------- | -------------------------------------- | -------------------------------------- | -------------------------------------- | -------------------------------------- | -------------------------------------- | -------------------------------------- | -------------------------------------- | -------------------------------------- | -------------------------------------- | -------------------------------------- | -------------------------------------- | -------------------------------------- | -------------------------------------- | -------------------------------------- |
| Positie                                | 7                                      | 1                                      | 1                                      | 1                                      | 1                                      | 1                                      | 2                                      | 8                                      | 10                                     | 16                                     | 28                                     | 38                                     | 44                                     | uit                                    |

### NPO Radio 2 Top 2000
| Nummer met noteringen in de NPO Radio 2 Top 2000 | '99  | '00  | '01  |
| ------------------------------------------------ | ---- | ---- | ---- |
| Only Love                                        | 1633 | 1221 | 1696 |

1. ↑  Een vetgedrukt getal geeft de hoogste notering aan.
2. ↑  Deze tabel is bijgewerkt tot en met de laatste editie (2024).